# Poul Vagn Nielsen
Poul Vagn Nielsen (* 7. September 1916; † nach 1936) war ein dänischer Badmintonspieler.

## Karriere
Poul Vagn Nielsen gehört zu den Badmintonpionieren in Dänemark. 1934 wurde er Juniorenmeister in seiner Heimat, ein Jahr später siegte er schon bei den Erwachsenen. 1936 holte er sich zwei Titel bei den Denmark Open, 1936 alle drei Titel bei den dänischen Einzelmeisterschaften.

## Sportliche Erfolge
| Saison    | Veranstaltung                                    | Disziplin    | Platz | Name                                           |
| --------- | ------------------------------------------------ | ------------ | ----- | ---------------------------------------------- |
| 1933/1934 | Dänemark: Einzelmeisterschaften der Junioren U18 | Herreneinzel | 1     | Poul Nielsen, Gentofte                         |
| 1934/1935 | Dänemark: Einzelmeisterschaften                  | Herreneinzel | 1     | Poul Vagn Nielsen, Gentofte BK                 |
| 1936      | Denmark Open                                     | Mixed        | 1     | Poul Nielsen / Ruth Frederiksen                |
| 1936      | Denmark Open                                     | Herreneinzel | 1     | Poul Nielsen                                   |
| 1935/1936 | Dänemark: Einzelmeisterschaften                  | Mixed        | 1     | Poul Vagn Nielsen / Tonny Olsen, Gentofte BK   |
| 1935/1936 | Dänemark: Einzelmeisterschaften                  | Herreneinzel | 1     | Poul Vagn Nielsen, Gentofte BK                 |
| 1935/1936 | Dänemark: Einzelmeisterschaften                  | Herrendoppel | 1     | Eric Kirchoff / Poul Vagn Nielsen, Gentofte BK |